# Kenneth J. Singleton
Kenneth Jan Singleton (* 1951) ist ein US-amerikanischer Ökonom und Professor an der Stanford University. Singleton steht seit 2011 der Society for Financial Studies als Präsident vor. Er ist zudem seit 2012 Chefredakteur des renommierten Journal of Finance.

## Ausbildung
Singleton studierte zunächst Mathematics-Economics am Reed College, welches er 1973 als Bachelor of Arts abschloss. Es folgte ein Masterstudium der Volkswirtschaftslehre an der University of Wisconsin bis 1977. Im August desselben Jahres wurde Singleton mit der Dissertation The Cyclical Behaviour of the Term Structure of Interest Rates zum Ph.D. promoviert. Für die Dissertation wurde ihm der Irving Fisher Award verliehen.

## Forschung
Singleton leistete weitreichende Beiträge in der Ökonometrie und Finanzökonomie. Seine Hauptinteresse gilt ökonometrischen Methoden zum Schätzen von dynamischen Wertpapier-Preis-Modellen, Terminstruktur von Anleihen sowie Kredit- und Liquiditätsrisiken. Er arbeitete unter anderem mit dem Nobelpreisträger Lars Peter Hansen sowie mit Darrell Duffie, Jun Pan und Qiang Dai zusammen.
Seine Aufsätze erschienen in den angesehensten wissenschaftlichen Journalen, darunter Journal of Finance, Review of Financial Studies und Econometrica.

## Professionelle Aktivitäten

### Redakteur
- 2000–2003: Review of Financial Studies[2]

### Chefredakteur
- seit 2012: The Journal of Finance[1]

### Vereinigungen
- 1990–1993: Vizepräsident, Western Finance Association
- 1993–1994: Präsident, Western Finance Association
- 1994–1997 und 2004–2007: Direktor, American Finance Association
- seit 1982: Mitglied, National Bureau of Economic Research
- 2008–2011: Vizepräsident, Society for Financial Studies
- seit 2011: Präsident, Society for Financial Studies

## Ehrungen und Auszeichnungen
- Irving Fisher Award, 1978
- Frisch-Medaille der Econometric Society, 1984[3]
- Fellow der Econometric Society, 1988
- Smith-Breeden Distinguished Paper Prize des Journal of Finance, 1997 und 2000
- All Star Paper des Journal of Financial Economics, 2001

## Werke (Auswahl)
- New Approaches to Monetary Economics (Herausgeber, mit William Barnett), Cambridge University Press, 1987.
- Japanese Monetary Policy (Herausgeber), University of Chicago Press, 1993.
- mit Darrell Duffie: Credit Risk: Pricing, Management, and Measurement, Princeton University Press, 2003.
- Empirical Dynamic Asset Pricing, Princeton University Press, 2006.